# Legend (Tangerine Dream)
Legend is een studioalbum van Tangerine Dream. Het bevat delen van de filmmuziek behorende bij de Amerikaanse en Canadese versie van de film Legend van Ridley Scott met Tom Cruise in een vroege hoofdrol. 
De originele filmmuziek voor Legend is geschreven door Jerry Goldsmith. Echter toen het geheel werd ingediend bij de Universal Studios vond men het geheel te “oud” klinken, terwijl Goldsmith toch talloze soundtracks op zijn naam had staan. Scott benaderde toen Tangerine Dream, dat in die jaren meer filmmuziek schreef. In drie weken tijd schreef de band aanvullende filmmuziek terwijl tegelijkertijd Scott zijn film inkortte. Deze actie had tot gevolg dat de film en dus ook de soundtrack in twee verschillende versies verscheen. De muziek werd geregistreerd in de eigen studio van de band in Berlijn.
Voor de muziek werden (voor de Amerikaanse versie) ook twee stukken gebruikt die niet van Tangerine Dream waren. Bryan Ferry zong Is your love strong enough, een overblijfsel van de opnamen van Roxy Musics Avalon. Ferry werd daarin ondersteund door David Gilmour (gitaar) en Guy Pratt (basgitaar) terwijl ook Andy MacKay op saxofoon is te horen. Het nummer verscheen nog op single, zonder veel succes te hebben. Jon Anderson zong Loved by the sun, een arrangement van Unicorn theme, dat ook op het album verscheen. Het album werd gezien de rechten alleen in de Verenigde Staten uitgegeven, maar verdween al snel vanwege problemen omtrent de rechten van Ferry’s song. Pas in 1996 verscheen een nieuwe versie.    

## Musici
- Christopher Franke, Edgar Froese, Johannes Schmoelling – synthesizers, elektronica;
- Bryan Ferry, Jon Anderson – zang

## Muziek
| Nr. | Titel                                  | Duur |
| --- | -------------------------------------- | ---- |
| 1.  | Is your love strong enough             | 5:10 |
| 2.  | Opening                                | 2:53 |
| 3.  | Cottage                                | 3:19 |
| 4.  | Unicorn theme                          | 3:22 |
| 5.  | Goblins                                | 3:00 |
| 6.  | Fairies                                | 2:57 |
| 7.  | Loved by the sun                       | 5:57 |
| 8.  | Blue room                              | 3:24 |
| 9.  | The dance                              | 2:23 |
| 10. | Darkness                               | 3:05 |
| 11. | The kitchen/ The Unicorn theme reprise | 4:49 |

Het was het laatste album met Schmoelling als derde lid van TD; hij zou opgevolgd worden door Paul Haslinger.